# Pfarrkirche Gattendorf (Bayern)
Die Evangelische Pfarrkirche Gattendorf ist eine evangelisch-lutherische Pfarrkirche im oberfränkischen Kirchgattendorf.

## Geschichte
Die Kirche geht zurück auf eine Kapelle, die zur Pfarrei St. Lorenz in Hof gehörte. Verbaute Reste der Kapelle wurden bei Restaurierungsarbeiten der Kirche zugeordnet. Die Kirche weist einige seltene gotische Elemente, darunter Wandmalereien, auf. Das Chorgestühl stiftete 1509 ein Ritter von Sparneck. Wappen der Familie von Sparneck sind in der Kirche mehrfach zu finden. Der alte Kirchgattendorfer Altar befindet sich heute im Bamberger Dom. Im Zuge der Barockisierung lieferte die Hofer Künstlerwerkstatt Knoll neues Inventar. Johann Nikolaus Knoll schuf 1707/1708 einen freistehenden Kanzelaltar, von dem Figuren erhalten geblieben sind, und den Taufengel. Der Sohn des Bildhauers Wolfgang Adam Knoll fertigte 1754 den Kanzelaltar.

## Orgel
Die Orgel stammt aus der Werkstatt des Nürnberger Orgelbauers Johannes Strebel. Das im Jahr 1915 erbaute Instrument mit 9 Registern auf zwei Manualen und Pedal wurde später mehrfach neobarock umgebaut und 1999 durch die Firma Hey Orgelbau auf den gewachsenen Zustand restauriert. Der Prospekt der Orgel wurde vom Sohn des Bildhauers Wolfgang Adam Knoll gefertigt.